# Parallax (empresa)
Parallax é uma empresa de capital fechado fundada em Rocklin, California. Ela projeta, fabrica e vende microcontroladores BASIC Stamp, microcontroladores Propeller, acessórios de microcontroladores (como LCDs, sensores, módulos de RF, etc.), kits de robôs educacionais e currículo educacional.
O escritório em Rocklin emprega quarenta e duas pessoas em pesquisa e desenvolvimento, vendas, manufatura, educação, marketing, e suporte técnico. Ele possui mais de setenta distribuidores em todo o mundo, incluindo Radio Shack, Jameco Electronics.
Parallax ganhou popularidade e reconhecimento, nos mercados hobbistas e educação, oferecendo robô amigáveis de alta qualidade e kits educativos. 